# Гігрофіла багатосім'яна
Гігрофіла багатосім'яна, широко відома як карликова гігрофіла, карликовий гігро, мірамарський бур'ян, індійський болотний або індійська водорість, є водною рослиною родини акантові. Його батьківщиною є Бангладеш, Індія, Китай та Малайзія, а також був завезений в американські штати Флорида, Техас і, можливо, Вірджинія. Він внесений до федерального списку шкідливих бур'янів у США, і його імпорт і продаж заборонено в ряді штатів, включаючи Канзас і Південну Кароліну.

## Вирощування та використання
Індійська болотна вперше з'явилася в акваріумі в 1945 році під назвою «східна людвігія». Її легко вирощувати і тому дуже популярна рослина для тропічного акваріума. Вона буде рости ще швидше при хорошому освітленні, багатій поживними речовинами вода/субстрат і отримує вигоду від додаткового CO2. Можливо, доведеться регулярно обрізати. Розмножують живцями. Ізольований лист часто вкорінюється сам. 
Гігрофіла багатосім'яна легкодоступна в акваріумі завдяки легкому росту та розмноженню. Вона сприймає більшість параметрів води. При використанні в акваскейпінгу її часто розміщують у задній частині акваріума у вигляді великої групи стебел. Деякі люди вважають за краще не заводити Гігрофілу багатосім'яну у свої акваріуми, оскільки вона може швидко вирости з-під контролю, забираючи світло та поживні речовини в інших рослин. У міру наближення до джерела світла листя набуває рожевого або оранжевого відтінку. Багато людей вважають, що ця рослина дає занадто багато нових пагонів і з часом стає неприємною. Це хороша рослина для швидкого заповнення засадженого акваріума, використовуючи свої нові пагони для розмноження нових рослин за лічені дні.
В Індії кажуть, що її насіння використовують як ліки.

## Подальше читання
- Angerstein MB, Lemke DE. 1994. First records of the aquatic weed Hygrophila polysperma (Acanthaceae) from Texas. Sida 16:365-71
- Innes WT. 1947. Hygrophila, a new aquarium plant. The Aquarium 16:30-1
- Les DH, Wunderlin RP. 1981. Hygrophila polysperma (Acanthacae). Florida Scientist 44:189-92
- Schmitz DC. 1985. Hygrophila polysperma, A review of the scientific literature. Tech. report. Tallahassee: Fla. Dept. of Natural Resources. 15 pp.
- Vandiver VV. 1980. Hygrophila. Aquatics 2:4-11